# Passiflora santiagana
Passiflora santiagana là một loài thực vật có hoa trong họ Lạc tiên. Loài này được (Killip) Borhidi mô tả khoa học đầu tiên năm 1971.